# Санта Барбара (Хондурас)
Вижте пояснителната страница за други значения на Санта Барбара.
Санта Барбара (на испански: Santa Bárbara) е град в департамент Санта Барбара, Хондурас. Населението на града през 2010 година е 19 095 души.